# 武力攻撃事態及び存立危機事態における外国軍用品等の海上輸送の規制に関する法律
武力攻撃事態及び存立危機事態における外国軍用品等の海上輸送の規制に関する法律（ぶりょくこうげきじたいおよびそんりつききじたいにおけるがいこくぐんようひんとうのかいじょうゆそうのきせいにかんするほうりつ、平成16年6月18日法律第116号）は、武力攻撃事態および存立危機事態に際して、外国軍用品等の海上輸送を規制するため、自衛隊法76条1項の規定により出動を命ぜられた海上自衛隊の部隊が実施する停船検査および回航措置の手続ならびに防衛省に設置する外国軍用品審判所における審判の手続等に関する日本の法律である。制定時の題名は、武力攻撃事態における外国軍用品等の海上輸送の規制に関する法律で、2015年の改正で現行の題名に改題された。
法令番号は平成16年法律第116号、2004年（平成16年）6月18日に公布された。